# Jeanne d'Arc (Tangerine Dream)
Jeanne d'Arc is een studioalbum van Tangerine Dream. Froese en consorten gingen weer terug in de geschiedenis met een album gewijd aan Jeanne d'Arc. Edgar Froese vond het tijd dat hij een album wijdde aan een "sterke vrouw". De opnamen vonden plaats in de Eastgate geluidsstudio in Wenen. Nieuwe man in de muziekgroep is Thorsten Quaeschning, die een liefhebber was van de "oudere" Tangerine Dream klank. De muziekstijl is daarom gewijzigd naar die stijl.

## Musici
- Edgar Froese, Jerome Froese – synthesizers
- Thorsten Quaeschning – synthesizers, elektronisch slagwerk
- Iris Camaa – percussie
- Linda Spa – saxofoon, dwarsfluit

## Muziek
| Nr. | Titel                     | Duur  |
| --- | ------------------------- | ----- |
| 1.  | La vision                 | 12:19 |
| 2.  | La joie                   | 5:16  |
| 3.  | La force du courage       | 8:37  |
| 4.  | La solitude dans l'espoir | 7:32  |
| 5.  | La marche                 | 8:36  |
| 6.  | La sagesse du destin      | 7:58  |
| 7.  | Le combat du sang         | 10:17 |
| 8.  | Le combat des épées       | 14:02 |
| 9.  | La libération             | 4:39  |